# Finian's Rainbow (comédie musicale)
Pour les articles homonymes, voir Finian's Rainbow.
Finian's Rainbow est une comédie musicale américaine créée à Broadway en 1947.

## Argument
L'irlandais Finian McLonergan se réfugie dans la Rainbow Valley (État de « Missitucky ») avec sa fille Sharon, ayant dérobé au lutin Og une marmite remplie d'or qu'il croit magique et susceptible de multiplier le précieux métal après l'avoir enterrée. Le sénateur raciste Bilboard Rawkins, apprenant l'existence du « filon », tente de faire exproprier la population noire vivant sur les lieux. Pour sa part, Sharon rencontre Woody Mahoney dont elle tombe amoureuse. Woody a une sœur muette, Susan ; cette dernière s'éprend de Og qui poursuivait Finian afin de récupérer son bien. Le lutin est finalement peu vindicatif puisqu'il réalise des vœux afin de contrecarrer les projets de Rawkins. Avant de devenir humain par amour pour Susan, il lui accorde la parole...

## Fiche technique
- Titre original : Finian's Rainbow
- Livret : E.Y. Harburg et Fred Saidy
- Lyrics : E.Y. Harburg
- Musique : Burton Lane
- Mise en scène : Bretaigne Windust
- Chorégraphie : Michael Kidd
- Direction musicale : Milton Rosenstock
- Orchestrations : Robert Russell Bennett et Don Walker
- Arrangements vocaux : Lyn Murray
- Arrangements des danses : Trude Rittmann (en)
- Décors et lumières : Jo Mielziner
- Costumes : Eleanore Goldsmith
- Producteurs : Lee Sabinson et William R. Katzell
- Nombre de représentations : 725
- Date de la première : 10 janvier 1947
- Date de la dernière : 2 octobre 1948
- Lieu (ensemble des représentations) : 46th Street Theatre, Broadway

## Distribution originale
- Ella Logan : Sharon McLonergan
- Donald Richards : Woody Mahoney
- David Wayne : Og
- Albert Sharpe : Finian McLonergan
- Robert Pitkin : Le sénateur Bilboard Rawkins
- Anita Alvarez : Susan Mahoney
- Eddie Bruce : Buzz Collins
- Royal Dano : M. Shears
- Jane Earle : Jane
- William Greaves (en) : Howard
- Tom McElhany : Le shérif
- Roland Skinner : John
- Augustus Smith Jr. : Henry
- Arthur Tell : M. Robust
- Sonny Terry : Sunny
- Diane Woods : Diane

## Numéros musicaux (Songs)
| Acte I - This Time of the Year (ensemble) - How Are Things in Glocca Morra ? (Sharon) - Look to the Rainbow (Sharon, ensemble) - Old Devil Moon (Sharon, Woody) - How Are Things in Glocca Morra ? (reprise : Sharon) - Something Sort of Grandish (Susan, Og) - It This Isn't Love (Sharon, Woody, ensemble) - Something Sort of Grandish (reprise : Og) - Necessity (The Lyn Murray Singers) - (That) Great Come-and-Get-It-Day (Sharon, Woody, ensemble) | Acte II - When the Idle Poor Become the Idle Rich (Sharon, ensemble) - Old Devil Moon (reprise : Sharon, Woody) - Fiddle Faddle (Og) - The Begat (sén. Rawkins, The Passion Pilgrim Gospeleers) - Look to the Rainbow (reprise : Sharon, Woody, ensemble) - When I'm Not Near the Girl I Love (Susan, Og) - It This Isn't Love (reprise : ensemble) - (That) Great Come-and-Get-It-Day - Finale (reprise : ensemble) |

## Reprises à Broadway
- 1955 : City Center, 15 représentations ;
- 1960 : 46th Street Theatre, mise en scène de Herbert Ross, chorégraphie de Herbert Ross et Peter Conlow.
- 2010 : St. James Theater, toujours en représentation.

## Adaptation au cinéma
- 1968 : La Vallée du bonheur (Finian's Rainbow) de Francis Ford Coppola, avec Petula Clark (Sharon), Fred Astaire (Finian), Tommy Steele (Og).

## Disques
Dans le premier enregistrement microsillon de 1948 avec Ella Logan, Donald Richards et David Wayne, Columbia ML 4062, l'orchestre était dirigé par Charles Raymond Offenberg, dit Ray Charles (à ne pas confondre avec le chanteur noir Ray Charles).

## Récompenses
- 1947 : Theatre World Award (récompensant le "meilleur espoir" du théâtre) décerné à David Wayne ;
- 1948 : Trois Tony Awards gagnés lors de la 2e Cérémonie des Tony Awards :
  - Du "meilleur chef d'orchestre d'une comédie musicale" ("Tony Award for Best Conductor and Musical Director") pour Milton Rosenstock ;
  - Du "meilleur second rôle masculin dans une comédie musicale" ("Tony Award for Best Performance by a Featured Actor in a Musical") pour David Wayne ;
  - Et de la "meilleure chorégraphie" ("Tony Award for Best Choreography") pour Michael Kidd.

- Grammy Hall of Fame Award en 1998 pour l'enregistrement avec la distribution originale sur disque Columbia[1].